# 夸伯河
51°39′51″N 8°02′03″E / 51.664135°N 8.034247°E

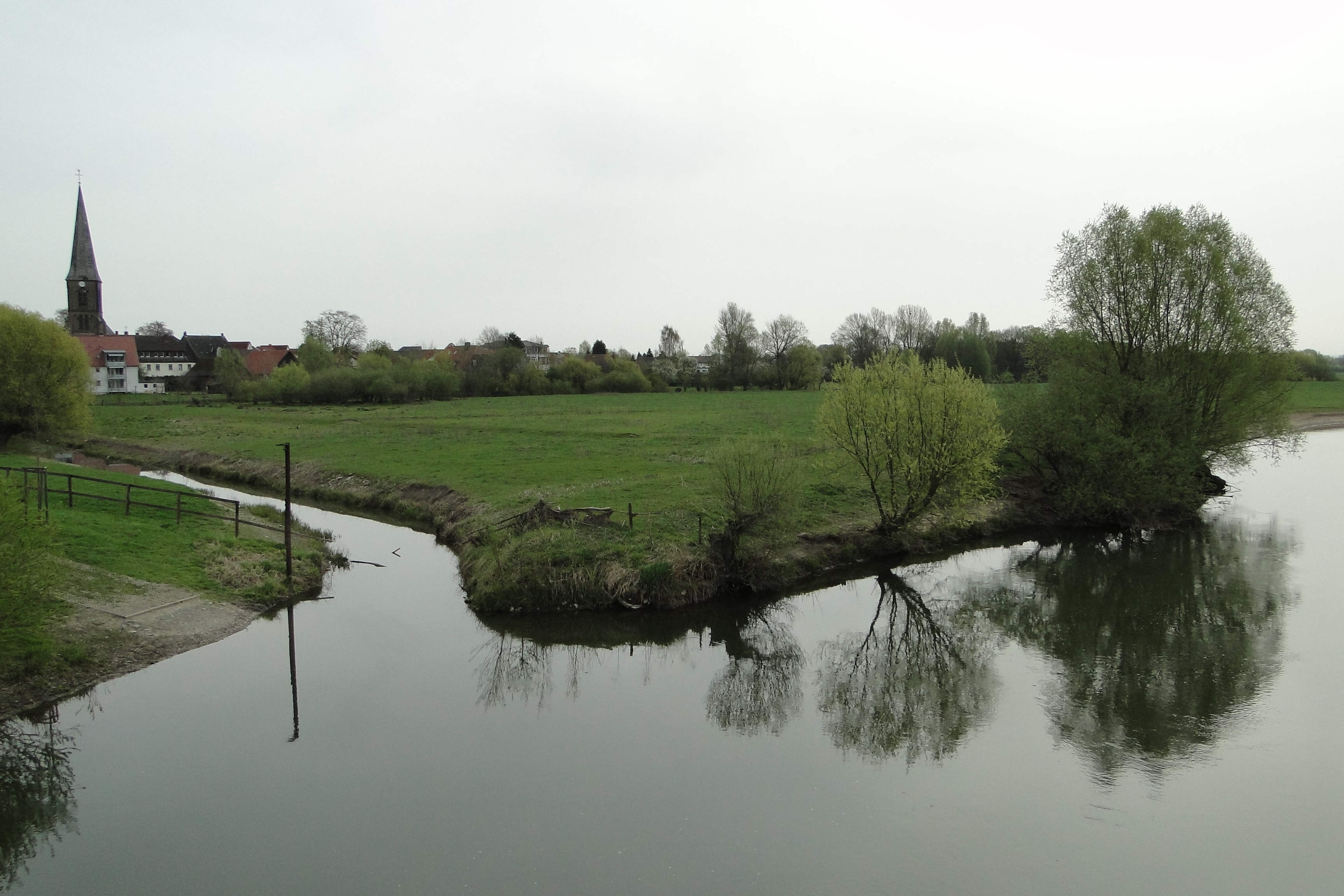

夸伯河（德語：Quabbe），是德國的河流，位於該國西部，處於北萊茵-威斯特法倫州，屬於利珀河的支流，流經利珀塔爾，河道全長4.8公里，流域面積74.2平方公里。